# Chiesa di Santa Maria Assunta (Grignasco)
La chiesa di Santa Maria Assunta è la parrocchiale di Grignasco, in provincia e diocesi di Novara; fa parte dell'unità pastorale di Romagnano Sesia. 
L'edificio fu eretto a partire dal 1751 su progetto di Bernardo Antonio Vittone e costituisce un esempio del barocco piemontese.

## Storia e descrizione
Sorge al centro del paese, affacciata su una piazza, come fulcro dell'espansione edilizia settecentesca ed è considerata il capolavoro dell'architetto torinese Bernardo Antonio Vittone, l'ultimo prestigioso esponente del barocco in Piemonte.
La chiesa è nota presso tutti gli esperti di Belle Arti essendo una delle poche chiese cattoliche a Pianta centrale. Questa architettura è concepita nel rispetto assoluto delle proporzioni armoniche così come si fa in campo musicale. Risulta quindi essere naturalmente bella e lo diventa ancora di più durante i concerti dove occhi ed orecchie si fondono in un tutt'uno. I lavori di costruzione iniziarono nel 1753 dopo l'approvazione dal vescovo di Novara Ignazio Roero Sanseverino e grazie all'apporto finanziario dell'arciprete Carlo Silano Tartagliotti e progredirono con i lasciti di vari benefattori, tra cui si distinsero alcuni esponenti della comunità grignaschese di Roma, e con la manodopera gratuita degli abitanti del paese. Per la realizzazione della struttura furono incaricati Antonio Fontana (valsesiano di Rossa) e Giovanni Antonio Magnano (biellese di S. Paolo della valle di Andorno) che raccolsero attorno a sé le maestranze più qualificate operanti sul territorio.
Il complesso cantiere si protrasse per lunghi anni e alla morte del progettista, nel 1770, la chiesa era completata nella struttura e si era già dato avvio agli intonaci e agli stucchi della volta; in quell'anno, forse proprio a seguito di difformità rispetto al progetto, fu assunta una nuova impresa per il completamento delle finiture interne formata dagli stuccatori ticinesi Francesco Pellegrino e Giovanni Battista Morazzone, quest'ultimo documentato in precedenza nel cantiere della chiesa parrocchiale di Ghemme.
Il grande effetto scenografico dell'esterno si completò con la gradinata in pietra realizzata su progetto di Vittone dopo il 1772; la fontana al centro è opera degli anni settanta dell'Ottocento su progetto dell'Ing. Pietro Selletti e finanziata da Pietro Jannetti, grignaschese, residente a Roma.
La nuova chiesa fu consacrata nel 1783 dal vescovo di Novara Marco Aurelio Balbis Bertone.